# Porricondyla perexilis
Porricondyla perexilis är en tvåvingeart som först beskrevs av Frederick Askew Skuse 1888.  Porricondyla perexilis ingår i släktet Porricondyla och familjen gallmyggor. Inga underarter finns listade i Catalogue of Life.